# Bunny O'Hare
Bunny O'Hare és una pel·lícula estatunidenca dirigida per Gerd Oswald, del 1971. Ha estat doblada al català.

## Argument
El personatge del títol, una vídua les economies de la qual han estat dilapidades pels seus fills egoistes, Lulu i Ad, es troba sense res quan el banc executa la seva hipoteca. Fa amistat amb Bill Green, un ambulant envellit que saqueja la instal·lació de la casa, que, descobreix aviat, és en realitat William Gruenwald, el fugitiu lladre de banc. Amb l'esperança de recuperar el que el banc li ha pres, Bunny fa cantar Bill Green demanant-li que li ensenyi a robar les institucions contra el seu silenci de la seva identitat secreta.
Ella porta una llarga perruca rossa, un barret sobredimensionat i ulleres de sol, ell, porta una falsa barba, una jaqueta de cuir, i un pantaló de potes d'elefant i fins i tot fan l'entremaliadura de fugir en una moto Triumph Trophy TRW 250cc.

## Repartiment
- Bette Davis: Bunny O'Hare
- Ernest Borgnine: Bill Green
- Jack Cassidy: Tinent Greeley
- Joan Delaney: R.J. Hart
- Jay Robinson: John C. Rupert
- John Astin: Ad
- Reva Rose: Lulu